# Georgi Andrejewitsch Buritschenkow
Georgi Andrejewitsch Buritschenkow (russisch Георгий Андреевич Буриченков; * 21. Januarjul. / 2. Februar 1894greg. in Wladiwostok; † 27. August 1953 in Moskau) war ein sowjetischer Generalmajor. Er kommandierte von Juni 1939 bis April 1940 die neu gegründete Kaspische Rotbanner-Offiziershochschule der Seestreitkräfte S.M. Kirow der Sowjetischen Seekriegsflotte in Baku.

## Leben
Buritschenkow trat 1915 der Kaiserlich Russischen Armee bei und absolvierte 1917 die Kiewer Praporschtschik-Schule. Während des Ersten Weltkrieges diente er im Rang eines Podporutschiks als Kompanieführer des 202. Reserveinfanterieregimentes. Er war Teilnehmer des Russischen Bürgerkrieges. Ab Februar 1918 kämpfte er an den West-, Ost- und Südfronten auf Seiten der Roten Armee unter anderem als Kommissar des 24. Sibirienregiments, Kommandeur des 1. Kostromaer sowjetischen Regiments, Kommandeur bewaffneter Gruppen des Gouvernements Kostroma, Kommandeur der 3. und 4. Schützenbrigade der 21. Schützendivision und Kommandeur des Kreises Omsk-Tjumen. Während der Kämpfe wurde er zweimal verwundet und zweifach mit dem Rotbannerorden ausgezeichnet. 
In der Zeit zwischen den Weltkriegen war Buritschenkow ab Juni 1922 Kommandeur des 86. Schützenregiments der 29. Schützendivision, ab November Adjutant des Kommandeurs und ab Februar 1923 Kommandeur der 29. Schützendivision. Ab Juli 1924 wurde er Leiter und Kommissar der Wladikawkaser Kommandeursschule, anschließend stellvertretender Leiter des Chefs der Hochschulverwaltung der Roten Armee. 1924 absolvierte er einen einjährigen Lehrgang und 1928 zweimonatige Lehrgänge an der Militärakademie der Roten Armee. 
Ab September 1937 war er Chef und Kommissar der Frunse-Seekriegsschule und ab September 1938 Kommandeur einer Gruppe Ausbildungsschiffe der Baltischen Flotte. Ab Mai 1940 arbeitete er in der Verwaltung für Führungspersonal im Volkskommissariat der Sowjetischen Marine und ab Juni 1940 als Gehilfe des Kommandeurs der Streitkräfte des Charkiwer Militärbezirks im Bereich Hochschulfragen. Ab Mai 1941 war Divisionskommandeur Buritschenkow als Gehilfe des Kommandeurs der Streitkräfte des Militärbezirks Odessa für Fragen der Luftverteidigung zuständig und gleichzeitig Kommandeur der Südlichen Luftverteidigungszone. 
Während des Großen Vaterländischen Krieges nahm er als Kommandeur der Südlichen Luftverteidigungszone an der Verteidigung Odessas teil. Ab dem 23. Juli 1941 wurde die Verwaltung und der Stab der Südlichen Luftverteidigungszone der Luftverteidigung der Südfront unterstellt und Buritschenkow war als Gehilfe des Artilleriechefs der Front zuständig für Luftverteidigungsfragen. Im Gebiet der Stadt Pawlohrad wurde er verwundet. Der 1942 zum Generalmajor ernannte Buritschenkow war zwischen Juni 1942 und Januar 1943 als Gehilfe des Kommandeurs des Mittelasiatischen Militärbezirks verantwortlich für Hochschulfragen und wurde anschließend dessen Stellvertreter. 
Ab August 1943 befand sich Buritschenkow aufgrund ungerechtfertigter Anschuldigungen in Untersuchungshaft und wurde im Januar 1944 aus der Roten Armee entlassen. Im April 1952 wurde ihm der Rang des Generalmajors entzogen. 
Im Juli 1953 wurde der schwer an Magenkrebs Erkrankte aus der Haft entlassen und im August durch die Kaderabteilung des sowjetischen Verteidigungsministeriums rehabilitiert sowie Rang und Ehre wiederhergestellt. Am 27. August 1953 starb er im Moskauer Burdenko-Militärhospital und wurde auf dem Wwedenskoje-Friedhof bestattet.

## Auszeichnungen
- Rotbannerorden (1920, 1923)
- Orden des Roten Sterns
- weitere Medaillen